# Giunone Sospita

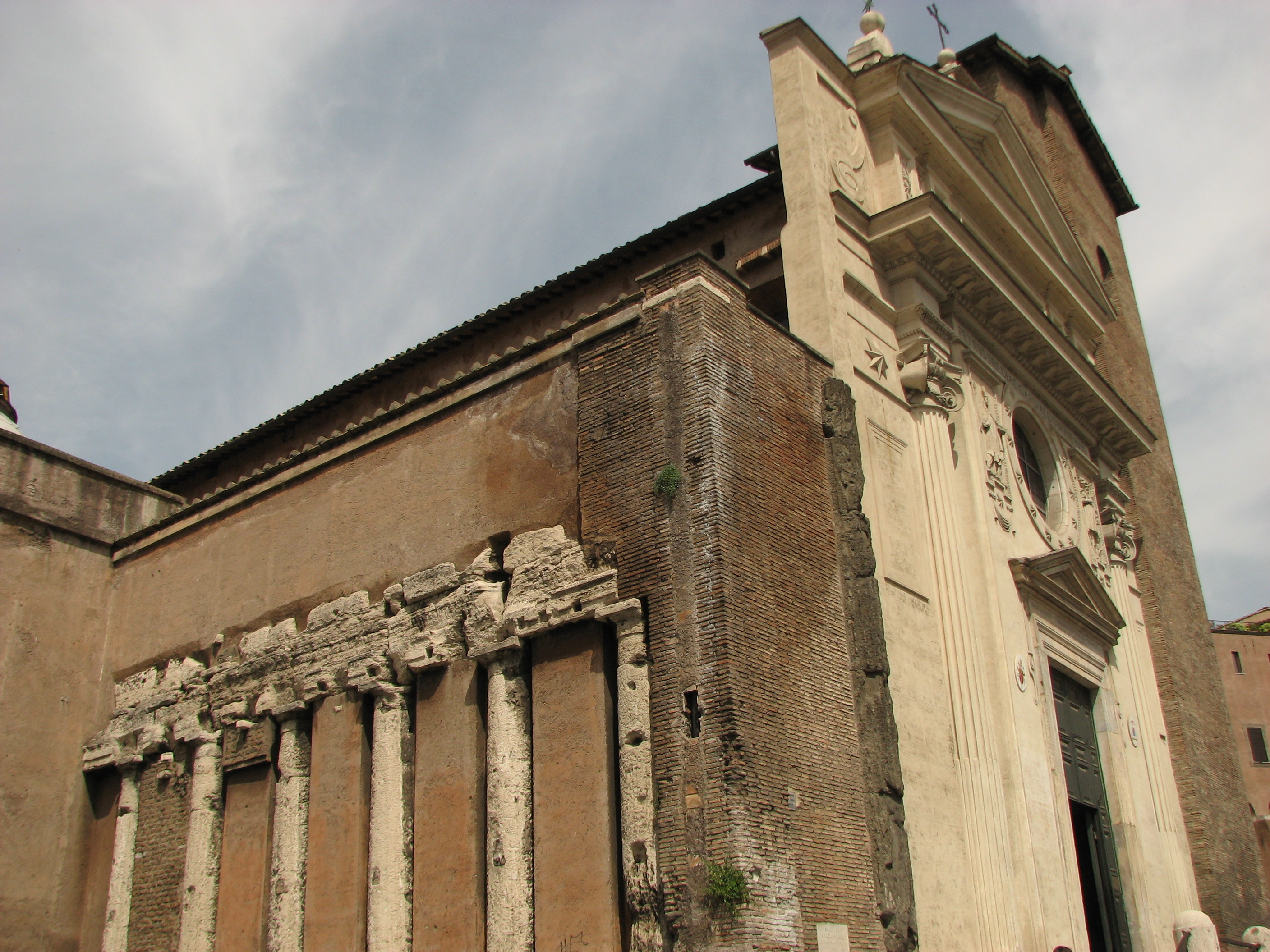
La chiesa di San Nicola in Carcere, con le colonne del tempio di Spes a Roma.

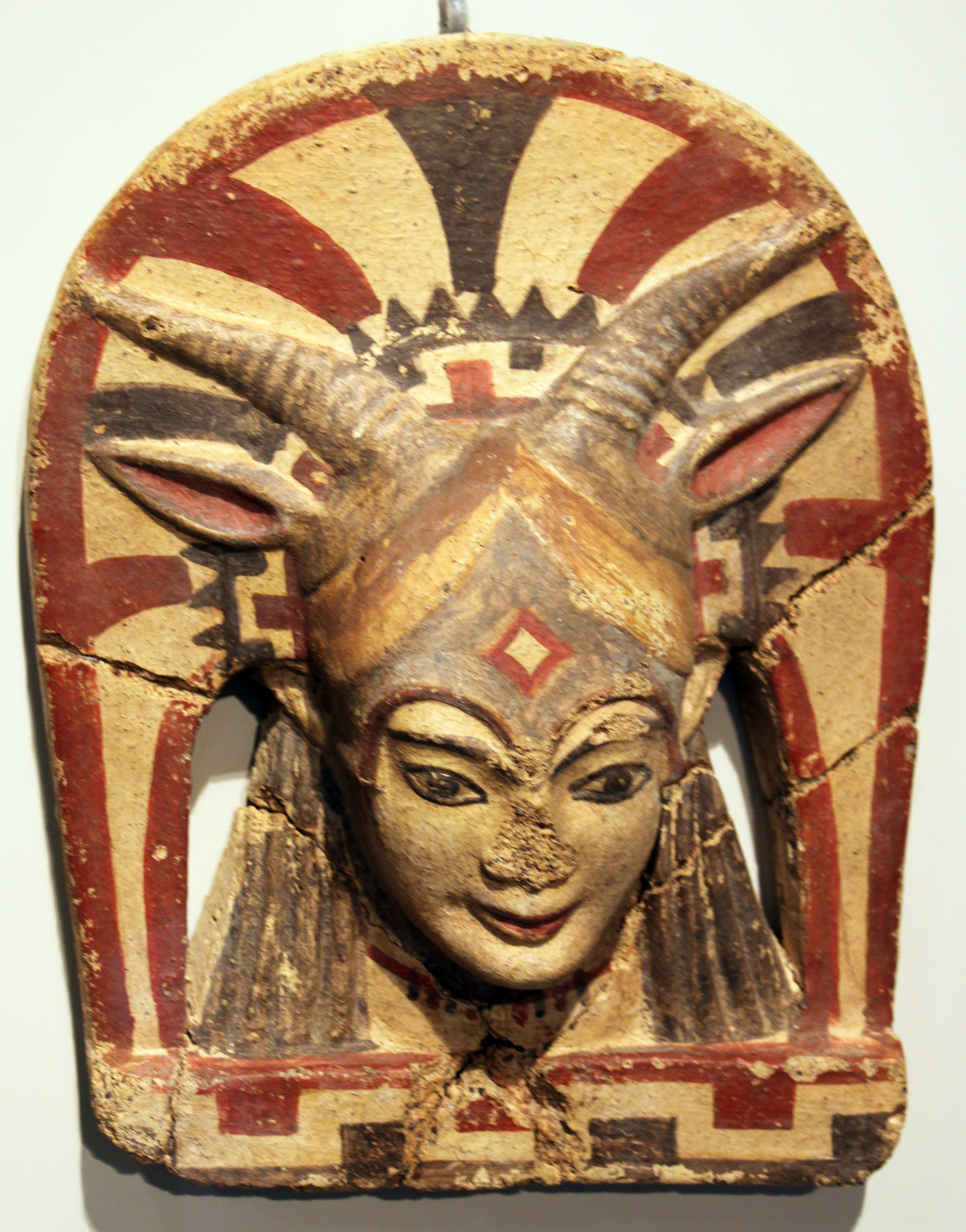
Antefissa, Giunone Sospita dal Lazio, 500-480 a.C., Altes Museum, Berlino

Giunone Sospita (in latino Iuno Sospita, ossia "propizia") è stata una divinità della mitologia romana, particolarmente venerata nell'antica Lanuvium. Il 1º febbraio era considerato il suo dies natalis. Questa divinità nella statuaria e nelle coniazioni monetarie, viene solitamente rappresentata con una pelle di capra sul capo, una lancia in mano ed accompagnata da una serpe.
Un tempio le era dedicato presso il Foro Olitorio, costruito verso il 195 a.C. da Gaio Cornelio Cetego. Un altro santuario, molto celebre in tutto il Lazio antico, era stato edificato a Lanuvio.
Un'antefissa raffigurante la dea è stata rinvenuta ad Antemnae, all'interno della Roma moderna, dove si è ipotizzato un luogo di culto della divinità. Fra i personaggi più legati alla Sospita si ricorda Metella Balearica.

## Il santuario di Lanuvio
Il principale centro di culto di questa divinità era appunto il santuario di Lanuvio. Cicerone testimonia come Lanuvio fosse un luogo ricco di molti edifici religiosi, ma che tra questi spiccasse il tempio di Giunone Sospita Lanuvina (così chiamata per la pelle di capra con la quale era rivestita la sua statua), il cui culto risaliva a tempi molto antichi. Edificato sull'acropoli di questa antica città di origine latina, che i Romani pensavano fosse stata fondata dall'eroe greco Diomede, questo grande tempio in stile tuscanico, era costituito da una serie di strutture monumentali. 
Fu quasi completamente distrutto nel V sec. d.C., ma le porzioni ancora esistenti e gli scavi archeologici, hanno permesso di individuare cinque fasi edilizie che si susseguirono dalla fine del VII alla metà del I sec. a.C. Molto probabilmente il portico del tempio era a due piani con volte rivestite di  mosaici preziosi. In fondo al portico c'era una porta che conduceva ad una serie di cunicoli sotterranei, che alcuni ritengono fossero la grotta dov'era custodito il serpente sacro a Giunone Sospita. Properzio narra infatti che nel santuario si svolgesse ogni primavera un particolarissimo rito propiziatorio per l'agricoltura, durante il quale un gruppo di fanciulle vergini doveva offrire focacce ad un grosso serpente, che si trovava dentro un antro. Se il serpente accettava il dono, si prospettavano raccolti fruttuosi; se lo rifiutava, una fanciulla impura, cioè colei che aveva perduto la verginità, veniva sacrificata per scongiurare la carestia. (Vedasi: Sesto Properzio IV, 8, 3 - 14; Aeliano XI, 16; Plutarco, Parallela Minora XIV, 309A e Pseudo Prospero d'Aquitania PL LI, 835)
L'importanza di questo santuario, viene testimoniato dai documenti storici: quando i Romani sconfissero la Lega Latina nel IV secolo, accettarono l'alleanza con i cittadini di Lanuvio, solo se questi in cambio avessero condiviso con loro il celebre luogo sacro dedicato a Giunone Sospita.
Tito Livio riporta nel XL libro della Storia di Roma (19), scrivendo di una terribile epidemia verificatasi nell’anno 189 a.C. e dei presagi funesti ad essa collegati “…ed i pontefici annunziarono che le lance si erano mosse e che a Lanuvio la statua di Giunone Sospita aveva lacrimato.”